# Maniquí de Hunstein
El maniquí de Hunstein (Lonchura hunsteini) és un ocell de la família dels estríldids (Estrildidae).

## Hàbitat i distribució
Habita praderies del nord de l'illa de Nova Irlanda, a la zona oriental de l'Arxipèlag Bismarck.